# Wrzos (województwo mazowieckie)
Wrzos – wieś w Polsce położona w województwie mazowieckim, w powiecie radomskim, w gminie Przytyk.
| SIMC    | Nazwa | Rodzaj     |
| ------- | ----- | ---------- |
| 0634609 | Kresy | przysiółek |

Prywatna wieś szlachecka, położona była w drugiej połowie XVI wieku w powiecie radomskim województwa sandomierskiego. W latach 1975–1998 miejscowość administracyjnie należała do województwa radomskiego.
Wieś jest siedzibą parafii św. Wawrzyńca.

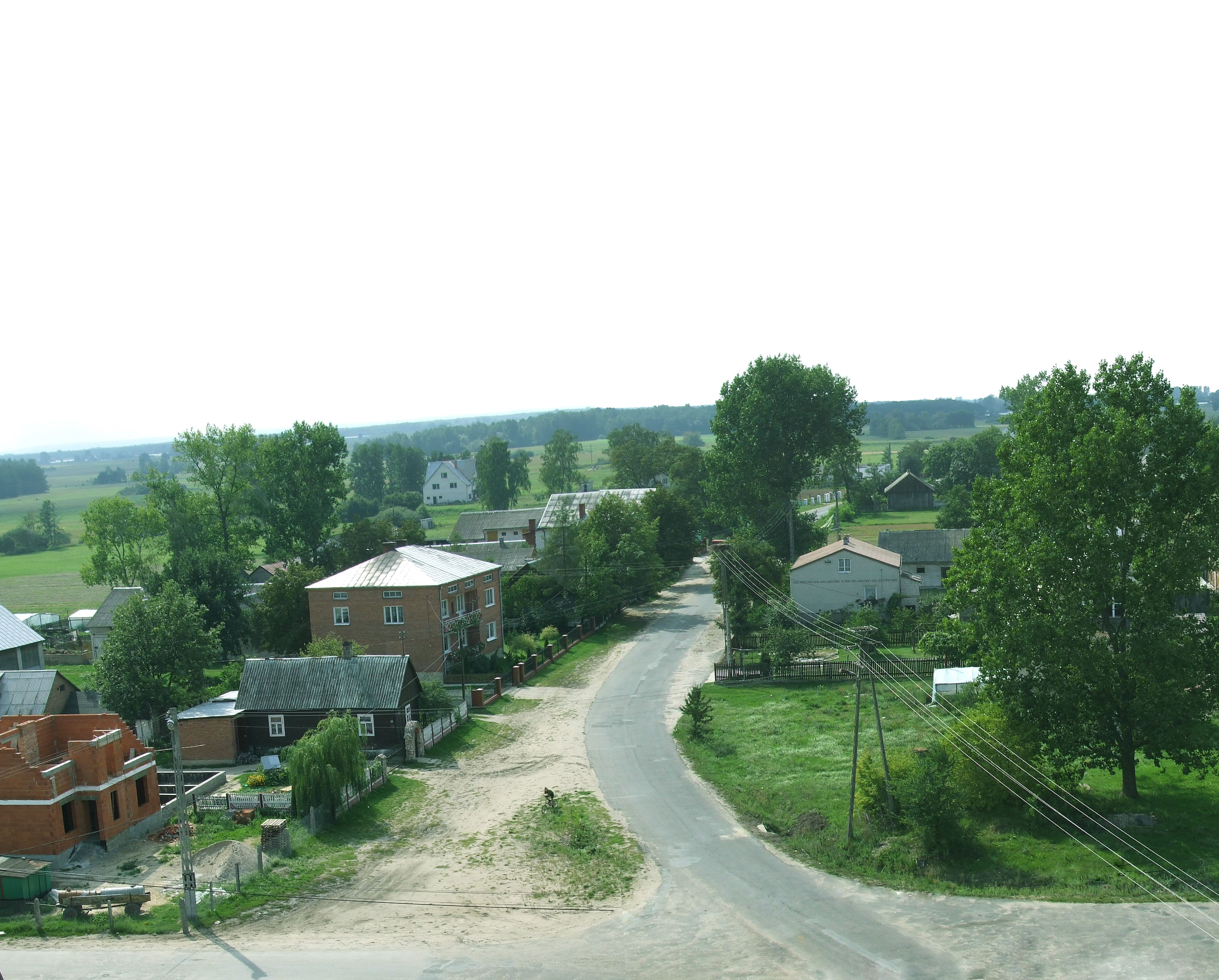
Widok na Wrzos z wieży kościoła św. Wawrzyńca